# Taterillus petteri
Taterillus petteri là một loài động vật có vú trong họ Chuột, bộ Gặm nhấm. Loài này được Sicard, Tranier, & Gautun mô tả năm 1988.